# Bataille de Suffolk (Hill's Point)
Guerre de Sécession
Batailles
Théâtre oriental
- Virginie-occidentale
- Manassas
  - 1re Bull Run
- 1re Virginie Septentrionale
- Burnside Expedition
- Péninsule
- Sept Jours
  - Gaines's Mill
  - Malvern Hill
- 1re Shenandoah valley
- 2de Virginie Septentrionale
  - 2de Bull Run
- Maryland
  - Antietam
- Fredericksburg
- Tidewater
- Chancellorsville
  - Chancellorsville
- Pennsylvanie
  - Gettysburg
- Bristoe
- Mine Run
- Campagne terrestre
  - Wilderness
  - Spotsylvania
  - Cold Harbor
- Bermuda Hundred
- 2de Shenandoah valley
  - Opequon
  - Cedar Creek
- Petersburg
- 1re Wilmington
- 2de Wilmington
- Appomattox
  - 3e Petersburg
  - Sayler's Creek
  - Appomattox C.H.

Théâtre occidental
- East Kentucky
- Shiloh
  - Fort Henry
  - Fort Donelson
  - Shiloh
- Kentucky
- Raid de Newburgh
  - Perryville
- Stones River
  - Murfreesboro
- Vicksburg
  - Champion Hill
  - Vicksburg
- Raid de Morgan
- Raid de Hines
- Tullahoma
- Chickamauga
- Chattanooga
- Knoxville
- Raid Forrest
- Atlanta
- Franklin-Nashville
- Savannah
- Carolines
  - Bentonville
- Raid de Wilson

Théâtre Trans-Mississippi
- Arizona confédéré
  - 1re Messilla
- Missouri
  - Wilson's Creek
- Territoire indien
- Trail of Blood on Ice
- Nouveau-Mexique
- Boston Mountains
- Pea Ridge
- 1re Texas
- Little Rock
- 2de Texas
- Camden
- Red River
- Raid de Price
- Palmito Ranch

Théâtre du bas littoral et approche du golfe
- Fort Sumter
- Blocus de l'Union
- 1re Bayou Teche
- Mississippi valley
  - Port Hudson
- Charleston
- 2de Bayou Teche
- Mobile Bay
- Mobile

La bataille de Suffolk à Hill's Point, aussi appelée bataille de Fort Huger, s'est déroulée sur 11 avril au 4 mai 1863, à Suffolk, Virginie, lors du siège de Suffolk dans le cadre des opérations de Tidewater du lieutenant-général confédéré James Longstreet lors de la guerre de Sécession.
Le 19 avril 1863, un détachement du 8th Connecticut et du 89th New York débarquent sur Hill's Point à la confluence des branches de la rivière Nansemond. Cette force amphibie lance un assaut contre le Fort Huger (en) par l'arrière, capturant rapidement la garnison, rouvrant ainsi la rivière à la navigation de la marine de l'Union. Le 24 avril 1863, la division du brigadier général Michael Corcoran (en) lance une reconnaissance en force à partir de Fort Dix contre l'extrémité du flanc droit du major général George E. Pickett. Les fédéraux approchent avec précaution et sont facilement repoussés. Le 29 avril 1863, le général Robert E. Lee donne des instructions à Longstreet de se désengager de Suffolk er de rejoindre l'armée de Virginie du Nord à Fredericksburg. Le 4 mai 1863, les dernières troupes de Longstreet ont traversé la rivière Blackwater, en route vers Richmond.